# Le Miroir
Le Miroir – miejscowość i gmina we Francji, w regionie Burgundia-Franche-Comté, w departamencie Saona i Loara.
Według danych na rok 1990 gminę zamieszkiwało 509 osób, a gęstość zaludnienia wynosiła 28 osób/km² (wśród 2044 gmin Burgundii Le Miroir plasuje się na 451. miejscu pod względem liczby ludności, natomiast pod względem powierzchni na miejscu 513.).